# Terapeuci
Terapeuci (gr. θεραπευταί therapeutai) – starożytna żydowska ascetyczna grupa religijna z przełomu er, pokrewna esseńczykom, zamieszkująca okolice jeziora Mareotis w pobliżu Aleksandrii.
Jedyna wzmianka na temat terapeutów znajduje się w De vita contemplativa Filona z Aleksandrii. Nieznane są ich pochodzenie i dzieje. Zgodnie z relacją Filona terapeuci zachowywali surową dyscyplinę, poświęcając czas modlitwie i lekturze świętych pism, interpretowanych alegorycznie. Chodzili odziani na biało. Rano i wieczorem odmawiali modlitwy, posiłki spożywali dopiero po nastaniu zmroku. Zachowywali celibat. Do ich wspólnoty mogły należeć kobiety, jednak mieszkały oddzielnie od mężczyzn.
Przez sześć dni w tygodniu mieszkali oddzielnie w celach, razem spotykając się jedynie w szabat na wspólnej modlitwie, wysłuchaniu kazania wygłoszonego przez jednego z członków wspólnoty i posiłku złożonym z chleba i wody. Używali zarówno psalmów, jak i własnych modlitw. Co 50 dni zbierali się na całonocnym czuwaniu, w trakcie którego śpiewali pieśni.
Z braku innych niż Filon źródeł historycznych dotyczących terapeutów, rzadko znajdują się oni w polu zainteresowań biblistów, a niektórzy uczeni kwestionowali nawet ich istnienie. Euzebiusz z Cezarei w swojej Historii kościelnej uznał terapeutów za pierwszych mnichów chrześcijańskich.